# Tristramella simonis
Tristramella simonis là một loài cá thuộc họ Cichlidae. Nó được tìm thấy ở Israel và Syria. Các môi trường sống tự nhiên của chúng là sông, intermittent rivers, and hồ nước ngọt. Nó bị đe dọa do mất môi trường sống.